# Protium heptaphyllum
Espèce
Synonymes
Selon Tropicos (7 juin 2024)
- Icica heptaphylla Aubl. - Basionyme
- Icica surinamensis Miq.
- Protium almecega var. ulei Swart
- Protium angustifolium Swart
- Protium aromaticum Engl.
- Protium heptaphyllum (Aubl.) Marchand subsp. heptaphyllum
- Protium heptaphyllum subsp. ulei (Swart) Daly
- Protium heptaphyllum var. floribundum Swart
- Protium heptaphyllum var. multiflorum (Engl.) Swart
- Protium heptaphyllum var. surinamense (Miq.) Swart
- Protium heptaphyllum var. unifoliolatum Swart
- Protium hostmannii var. brasiliense Swart
- Protium multiflorum Engl.
- Protium octandrum Swart
- Tingulonga heptaphylla (Aubl.) Kuntze
- Tingulonga multiflora (Engl.) Kuntze

Selon GBIF (7 juin 2024)
- Amyris ambrosiaca Vell.
- Amyris brasiliensis Willd.
- Amyris brasiliensis Willd. ex Engl.
- Amyris pernambucensis Arruda
- Bursera tacahamaca (Kunth) Baill.
- Elaphrium heptaphyllum (Aubl.) Spreng.
- Elaphrium heptaphyllum (Aubl.) Spreng. ex D.Dietr.
- Icica ambrosiaca Mart.
- Icica guianensis Triana & Planch.
- Icica heptaphylla Aubl. - Basionyme
- Icica salzmanni Turcz.
- Icica surinamensis Miq.
- Icica tacamahaca Kunth
- Protium angustifolium Swart
- Protium aromaticum Engl.
- Protium heptaphyllum var. angustifolium Engl.
- Protium heptaphyllum var. aromaticum (Engl.) Swart
- Protium heptaphyllum var. brasiliense Engl.
- Protium heptaphyllum var. floribundum Swart
- Protium heptaphyllum var. grandiflorum Engl.
- Protium heptaphyllum var. multiflorum (Engl. ex Mart.) Swart
- Protium heptaphyllum var. surinamense (Miq.) Swart
- Protium heptaphyllum var. unifoliolatum Swart
- Protium hostmannii var. brasiliense Swart
- Protium hostmannii var. brasiliensis Swart
- Protium multiflorum Engl.
- Protium octandrum Swart
- Protium tacamahaca (Kunth) Marchand
- Tingulonga heptaphylla (Aubl.) Kuntze
- Tingulonga multiflora (Engl.) Kuntze

Protium heptaphyllum est une espèce d'arbres de la famille des Burseraceae.
Il est connu en Guyane sous les noms de bois l'encens (Créole), Moni (Nenge tongo), Sipɨ (Wayãpi), Si:po (Kali'na), Haiawa (Lokono), au Venezuela comme Caraña, Catamajaca, Catamajaca hoja fina, Chipo-yek (Arekuna), Currucay, Damenu (Yekwana), Friaco, Guate de gallina, Marahkuyó, Marahkwa, Tacamahaca, Tacamahaca negra, Tacamajaca, Tacamajaco, et au Brésil comme almecegueira, breu-branco-verdadeiro (Amazônia), almecegueira-eheirosa, almecegueira-de-eheiro, almecegueira-vermelha, almecegueiro-bravo.

## Description
Protium heptaphyllum est un arbuste ou arbre de haut de 1,5 à 30 m, pour un tronc de 40-60 cm de diamètre. Les feuilles sont pennées, à 2-4 articulations, avec des folioles de 7-10 cm de long et 4-5 cm de large,.
En 1952, Lemée en propose la description suivante de Protium heptaphyllum :

« P. heptaphyllum March. (Icica h. Aubl., I. tacamahaca H.B.K.). Arbre petit ou grand très polymorphe; feuilles à pétiole de 0,04-0,05, en général 2-3 paires de folioles (parfois 1-4) de 0,07-0,12 sur 0,03- 0,05, oblongues-lancéolées ou -elliptiques, rétrécies au sommet et à acumen obtus subcoriaces, 10-14 paires de nervures secondaires ; inflorescences axillaires gloméruliformes très ramifiées avec bractées et bractéoles ; fleurs 4 (-5)-mères d'un vert jaunâtre ou rougeâtre, calice cupuliforme, pistil glabre, ovaire à 4 lobes et 4 loges, style (dans les fleurs femelles au moins) aussi long que l'ovaire ; drupe de 12-15 mm. sur 7-15, ovoïde avec un noyau ou globuleuse 2-3-lobée avec 2-3 noyaux. péricarpe rouge, pulpe blanche. - Herbier Lemée (Cayenne : Montabo).
Parmi les principales variétés on peut citer : 1° P . trifoliolatum Engl. avec majorité de feuilles 3-foliolées. - Mana ; 2° P. surinamense S wart (Icica s . Miq.) à folioles lancéolées, inflorescences grandes et lâches mais plus courtes que le pétiole de la feuille voisine. - Guy. holl. (Albina) ; 3° P. unifoliolatum Swart, à feuilles en général 1-foliolées (parfois 3-foliolées). - Guy. holl. (riv. Lawa) ; 4° P. brasiliense Engl., feuilles souvent à 1-2 paires de folioles, fleurs longues de 4-5 mm. et drupe de plus de 17 mm. - riv. Gonini , ; 5° P. multiflorum Swart, feuilles en général, à une paire (parfois 2) de folioles petites (0,06 sur 22 mm.), pédicelles aussi longs que les fleurs, celles-ci longues de 3-4 mm. - Guy. holl. (Albina). »

— Albert Lemée, 19523.

## Répartition
Protium heptaphyllum est présent de la Colombie au Paraguay, en passant par le Venezuela, le Guyana, le Suriname, la Guyane, le Pérou, le Brésil, et la Bolivie.

## Écologie
Protium heptaphyllum est à feuillage persistant, héliophile, poussant dans les forêts de plaine semi-décidues à sempervirentes, les forêts ripicoles, les affleurements granitiques, les savanes arbustives, et les formations secondaires, à 0-1 000 m d'altitude.
Il produit chaque année un grand nombre de graines viables, qui sont largement disséminées par les oiseaux.
Ses graines sont récoltées par la fourmi coupeuse de feuilles Atta sexdens.

## Usage
La résine et l'huile essentielle de Protium heptaphyllum ont été étudiées,,,,. Elle aurait des propriétés anxiolytiques et antidépressives, pharmacologiques, gastroprotectrices et anti-inflammatoires, acaricide, analgésiques, cytotoxique, antimicrobiennes et antimutagènes, antioxydantes, leishmanicide, antihyperglycémique et hypolipidémique, anti-inflammatoire, antimicrobien et antioxydant.

## Liste des sous-espèces et variétés
Selon Catalogue of Life (15 août 2014) :
- sous-espèce Protium heptaphyllum subsp. cordatum
- sous-espèce Protium heptaphyllum subsp. heptaphyllum
- sous-espèce Protium heptaphyllum subsp. ulei

Selon The Plant List (15 août 2014) :
- sous-espèce Protium heptaphyllum subsp. cordatum (Huber) D.C. Daly
- sous-espèce Protium heptaphyllum subsp. ulei (Swart) Daly

Selon Tropicos (15 août 2014) (Attention liste brute contenant possiblement des synonymes) :
- sous-espèce Protium heptaphyllum subsp. cordatum (Huber) Daly
- sous-espèce Protium heptaphyllum subsp. heptaphyllum
- sous-espèce Protium heptaphyllum subsp. ulei (Swart) Daly
- variété Protium heptaphyllum var. brasiliense Engl.
- variété Protium heptaphyllum var. floribundum Swart
- variété Protium heptaphyllum var. multiflorum (Engl.) Swart
- variété Protium heptaphyllum var. puberulum Engl.
- variété Protium heptaphyllum var. surinamense (Miq.) Swart
- variété Protium heptaphyllum var. unifoliolatum Swart

## Protologue

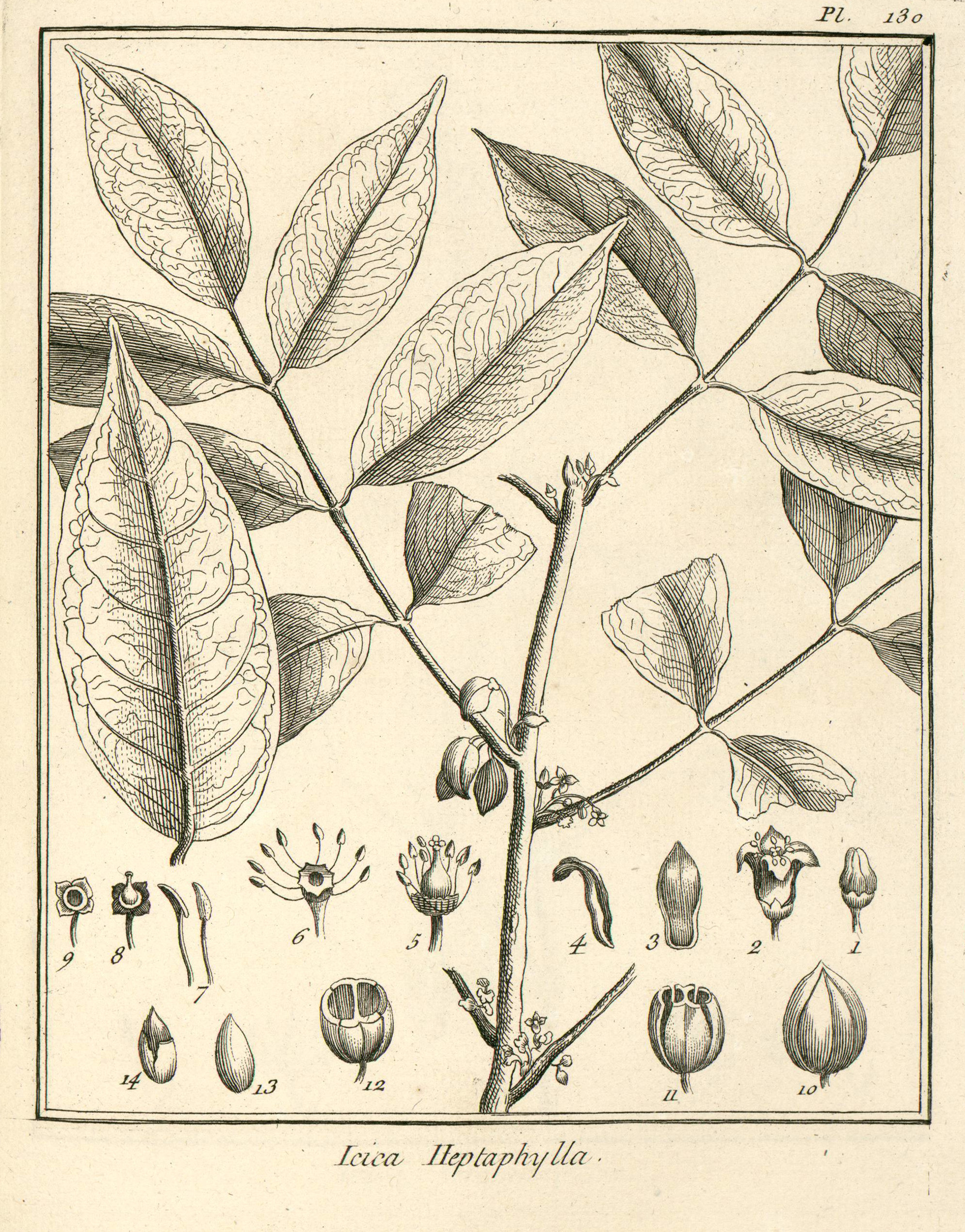
Protium heptaphyllum par Aublet (1775) L'on a groſſi toutes les parties de la fleur & le fruit eſt de groſſeur naturelle. - 1. Bouton de fleur. - 2. Fleur épanouie. - 3. Pétale vu de face. - 4. Pétale vu de côté. - 5. Diſque. Étamines. Ovaire. Stigmate. - 6. Diſque. Étamines. - 7. Étamines. - 8. Calice. Diſque. Piſtil. - 9. Calice. Diſque. - 10. Capſule. - 11. Capſule coupée en travers à ſon ſommet. - 12. Capſule coupée en travers. - 13. Oſſelets. - 14. Oſſelet caſſé. Amande.

En 1775, le botaniste Aublet a décrit Protium heptaphyllum sous le nom de Icica heptaphylla, et en a proposé le protologue suivant : 

« 1. ICICA (heptaphylla) foliis pinnato-ſeptenis. (Tabula 130.)
Icica Braſilienſibus. Georg. Marcg. pag. 98. & Pis. 59. eſt ſpecies hujus generis.

Arbor, trunco triginta-pcdali, ad ſummitatem ramoſo ; ramis hinc & inde ſparſis ; ramulis folioſis & floriferis. Folia alterna, impari-pinnata, foliolis utrinque binis aut ternis, oppoſitis, coſtæ adnexis, ovatis, in acumen longum deſinentibus, glabris, integerrimis, brevi petiolatis. Flores axillares, corymboſi.
E cortice vulnerato ſtillat ſuccus reſinoſus, limpidus, odoris citrei, qui brevi indureſcit, & in reſinam albicancem abit. Eâ utuntur incolæ ad ſuſſumigia, cum in domibus, tùm in eccleſiis.
Florebat fructumque ferebat Septembri.
Habitat in ſylvis Guianæ, & ad littora maris.
Nomem Caribæum AROUAOU ; Gallicum ARBRE DE L'ENCENS.

L'ICIQUIER a ſept feuilles. (PLANCHE 130.)
Le tronc de cet arbre s'élève à trente pieds & plus, ſur deux pieds, & plus de diamètre ; ſon écorce eſt rouſſâtre, ridée, gerſée, inégale & raboteuſe ; ſon bois eſt blanc, mais dans le centre du tronc il eſt rougeâtre. Il pouſſe à ſon ſommet des branches droites, & d'autres horiſontales qui ſe répandent en tout ſens, & ſont chargées de rameaux garnis de feuilles ailées à deux rangs de folioles oppoſées, terminées par une impaire ; le nombre des folioles eſt de cinq ou de ſept ; elles ſont verdâtres, liſſes, entières, épaiſſes, ovales & terminées en pointe. L'on en a repréſenté une de grandeur naturelle, à l'aiſſelle des feuilles naiſſent des petits bouquets de fleurs; leur pédoncule eſt court.
Le calice eſt d'une ſeule pièce à quatre dentelures aiguës.
La corolle eſt à quatre pétales blancs, longs & aigus, attaches autour d'un disque jaune qui couvre le fond du calice ; ils ſont oppoſés aux diviſions du calice, courbes, renverſés a leur partie ſupérieure.
Les étamines ſont au nombre de huit rangées autaiir du diſque auquel elles adhèrent -, le filet eſt court ; 1'anthère eſt longue, & à deux bourſes jaunâtres.
Le piſtil eſt un ovaire arrondi, emboëté dans le diſque, ſurmonté d'un style vert, charnu, termine par un stigmate épais, applati, creuſé a ſon centre, & marqué de quatre ſillons.
L'ovaire devient une capsule coriace qui s'ouvre en deux, trois & quatre valves, ſous leſquelles eſt une ſubſtance ſucculente, rouge, d'un goût agréable, qui ſe partage en deux, trois ou quatre quartiers qui renferment chacun un osselet.
[...]
Lorſqu'on entame l'écorce & qu'on coupe quelques groſſes branches, il en découle un ſuc clair, tranſparent, balſamique & réſineux, qui, étant deſſéché, devient une réſine blanchâtre dont quelques habitans ſe ſervent pour parfumer leurs appartements. 
Cet arbre croît dans les grandes forêts de la Guiane; on le trouvé auſſi dans les lieux ſablonneux au bord de la mer ; alors il eſt beaucoup plus petit. Il fleurit & donne des fruits dans le mois de Septembre. 
II eſt nommé AROUAOU par les Galibis, & ENCENS par les Nègres. »

— Fusée-Aublet, 1775.

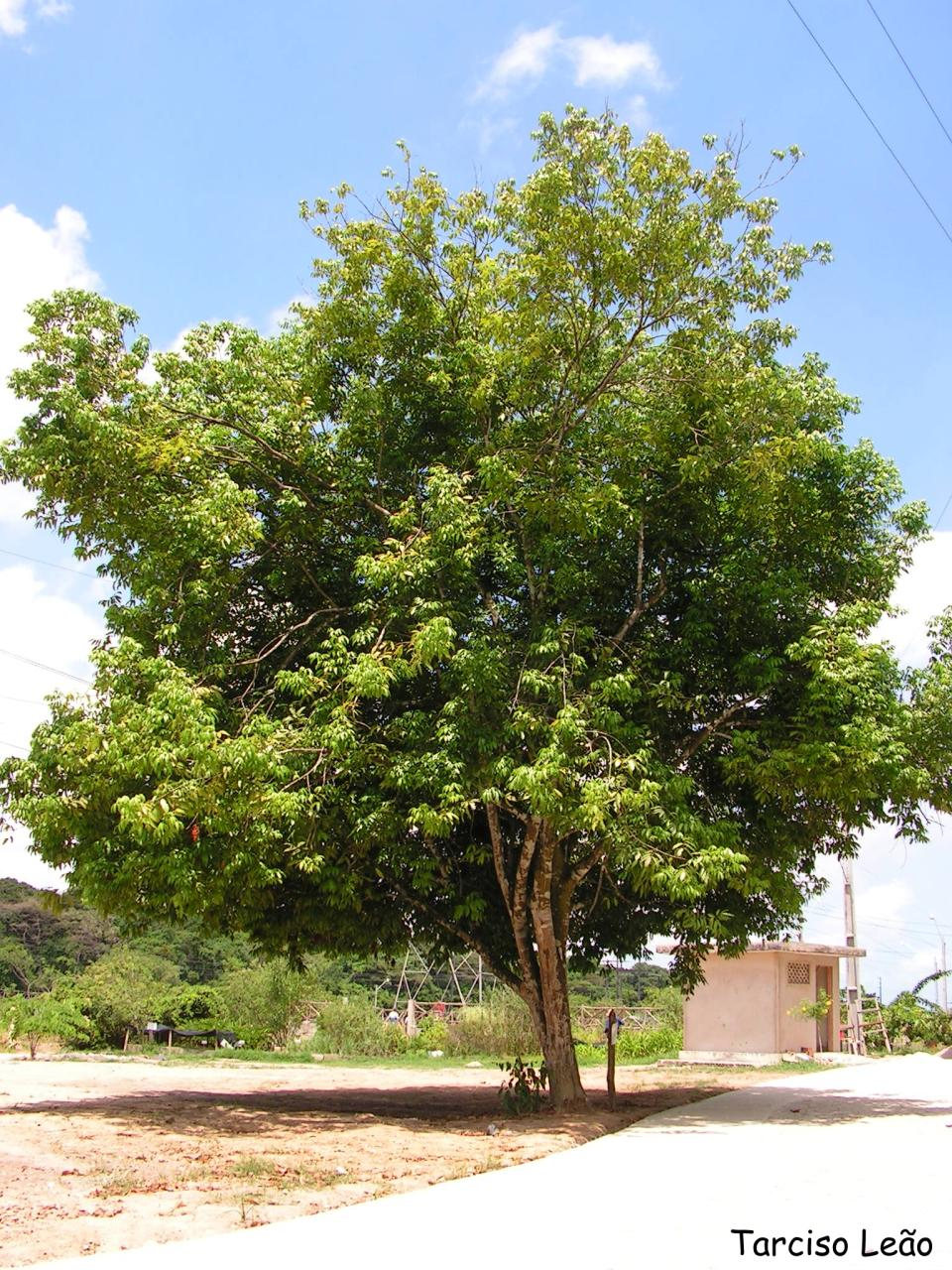
arbre entier
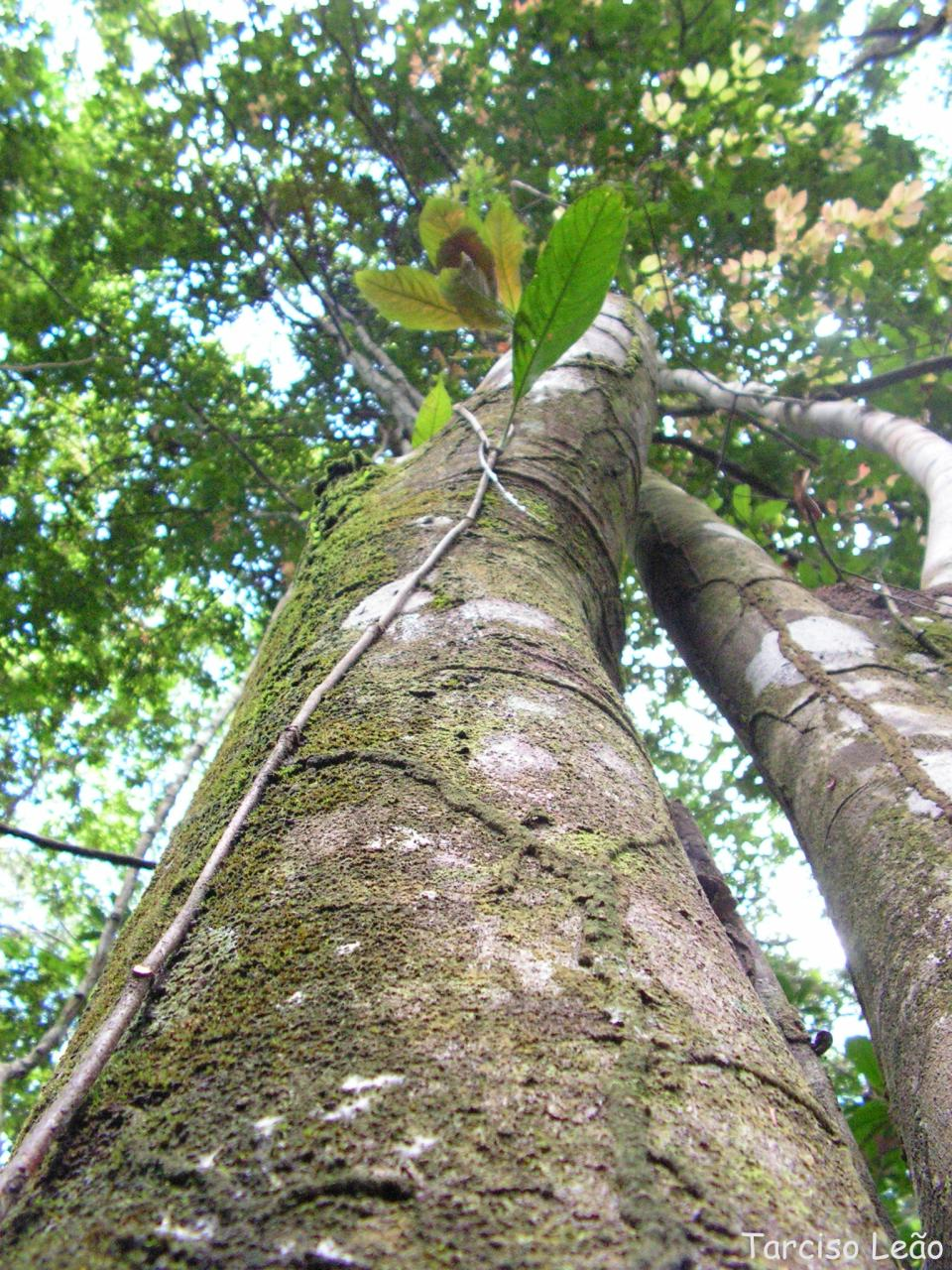
tronc
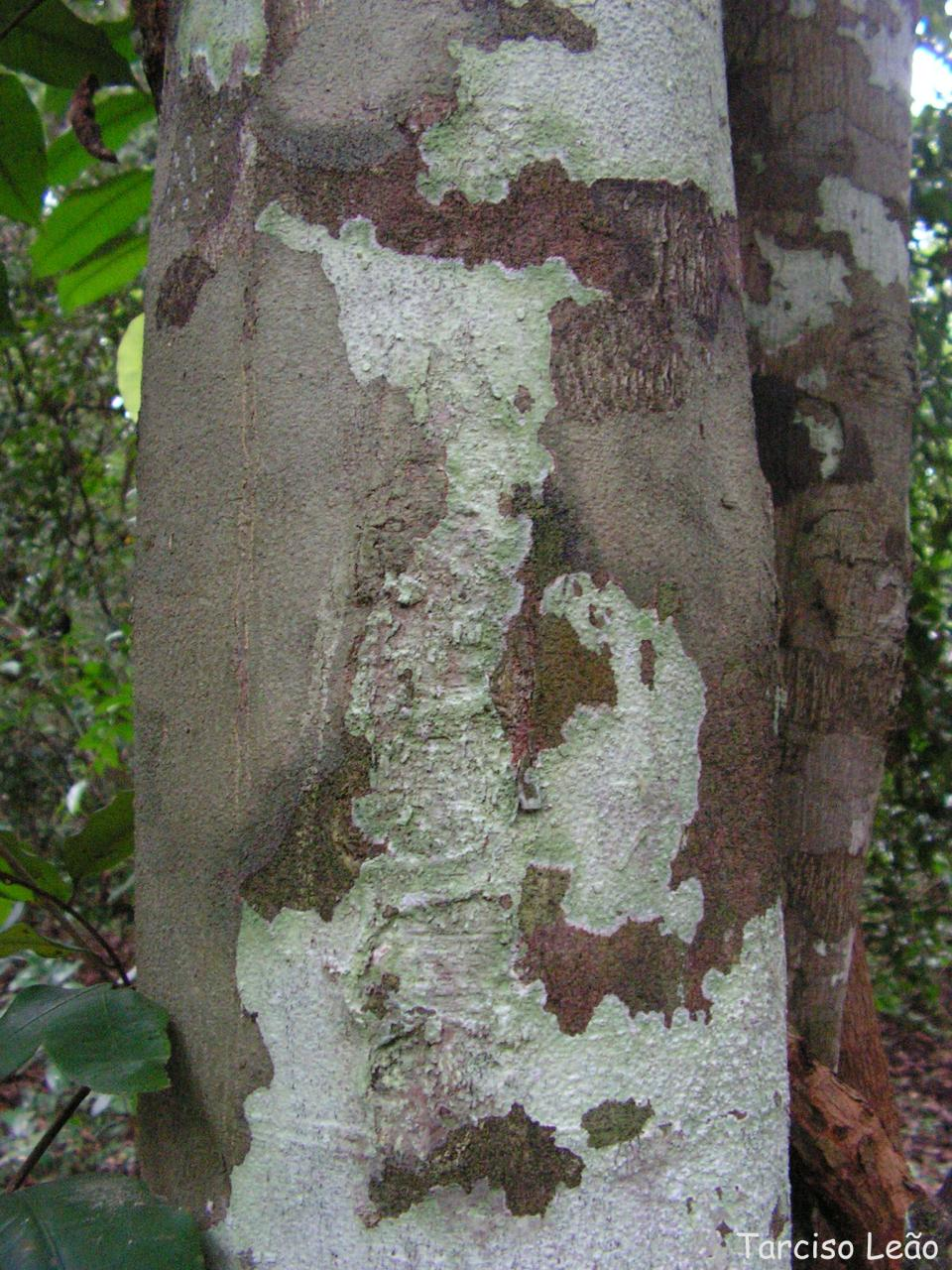
écorce
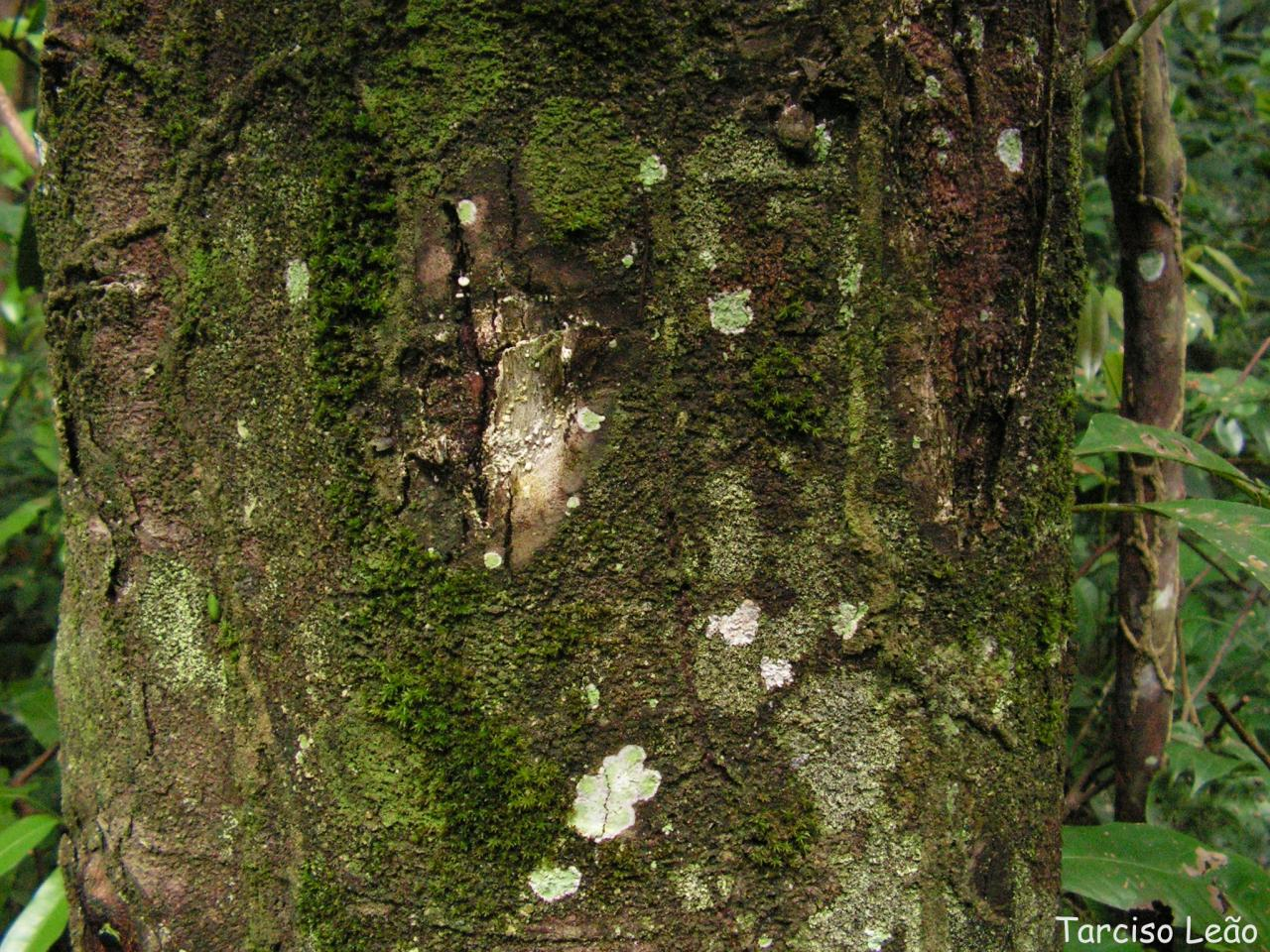
écorce
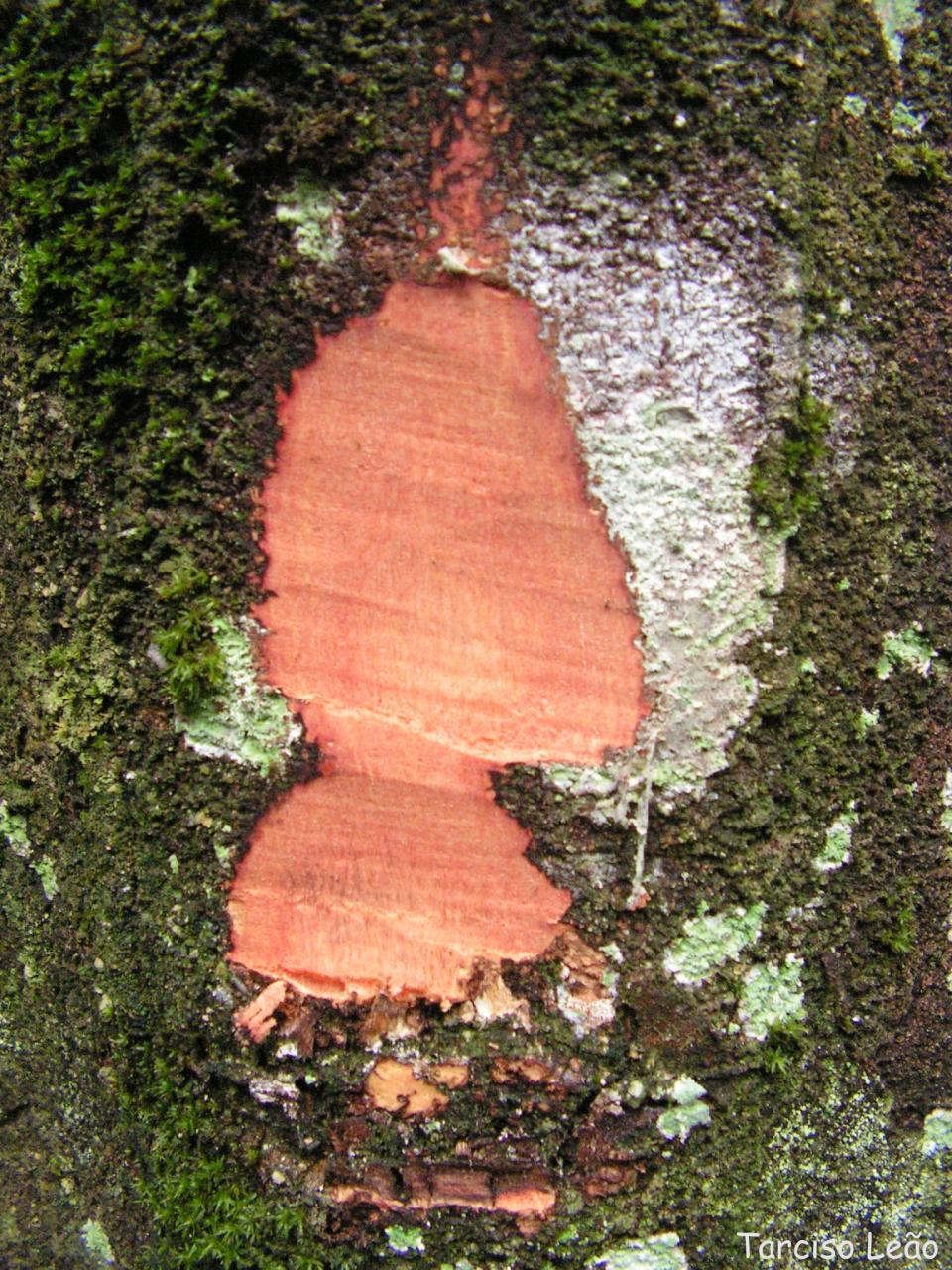
flashi d'écorce
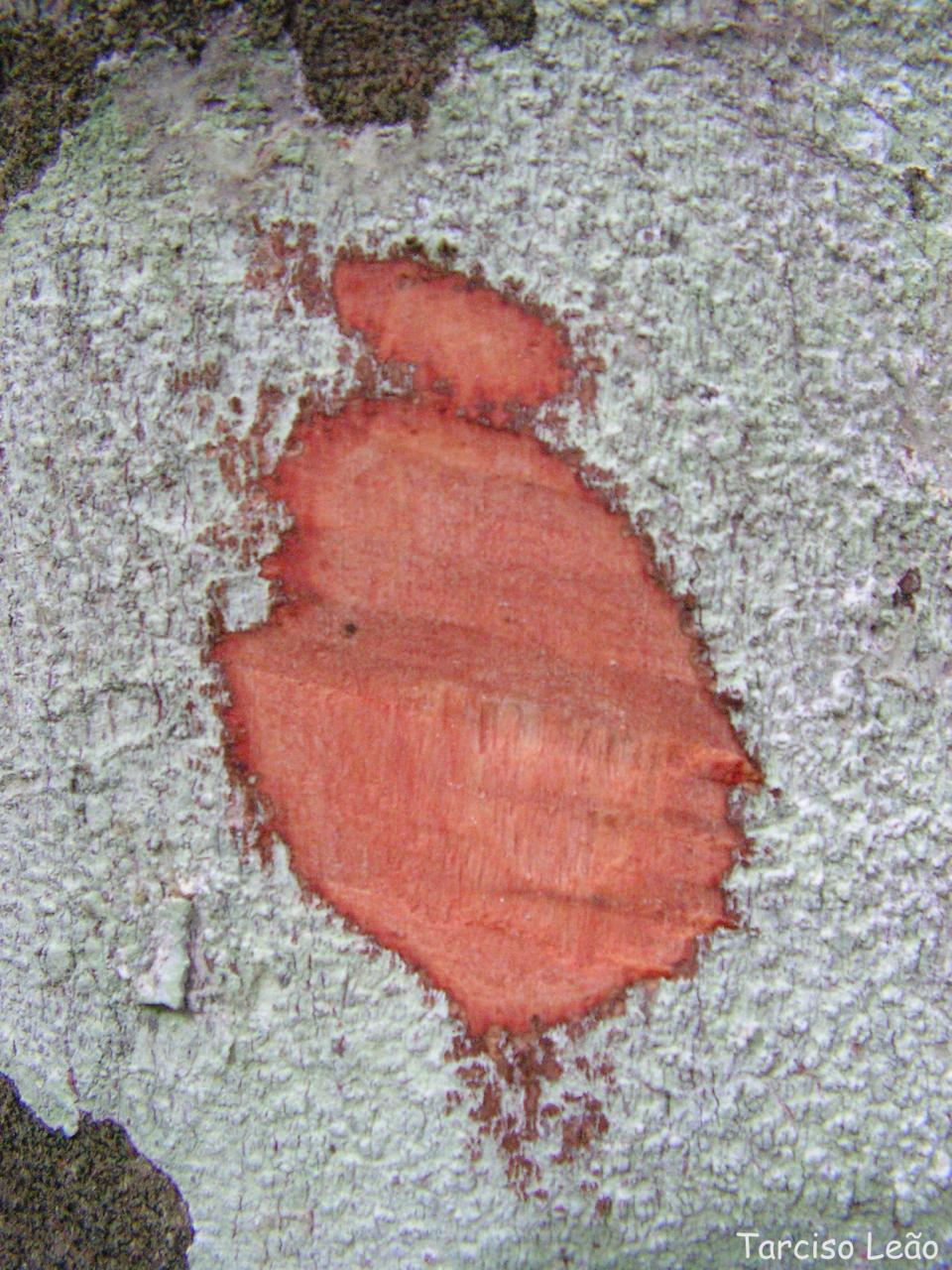
flashi d'écorce
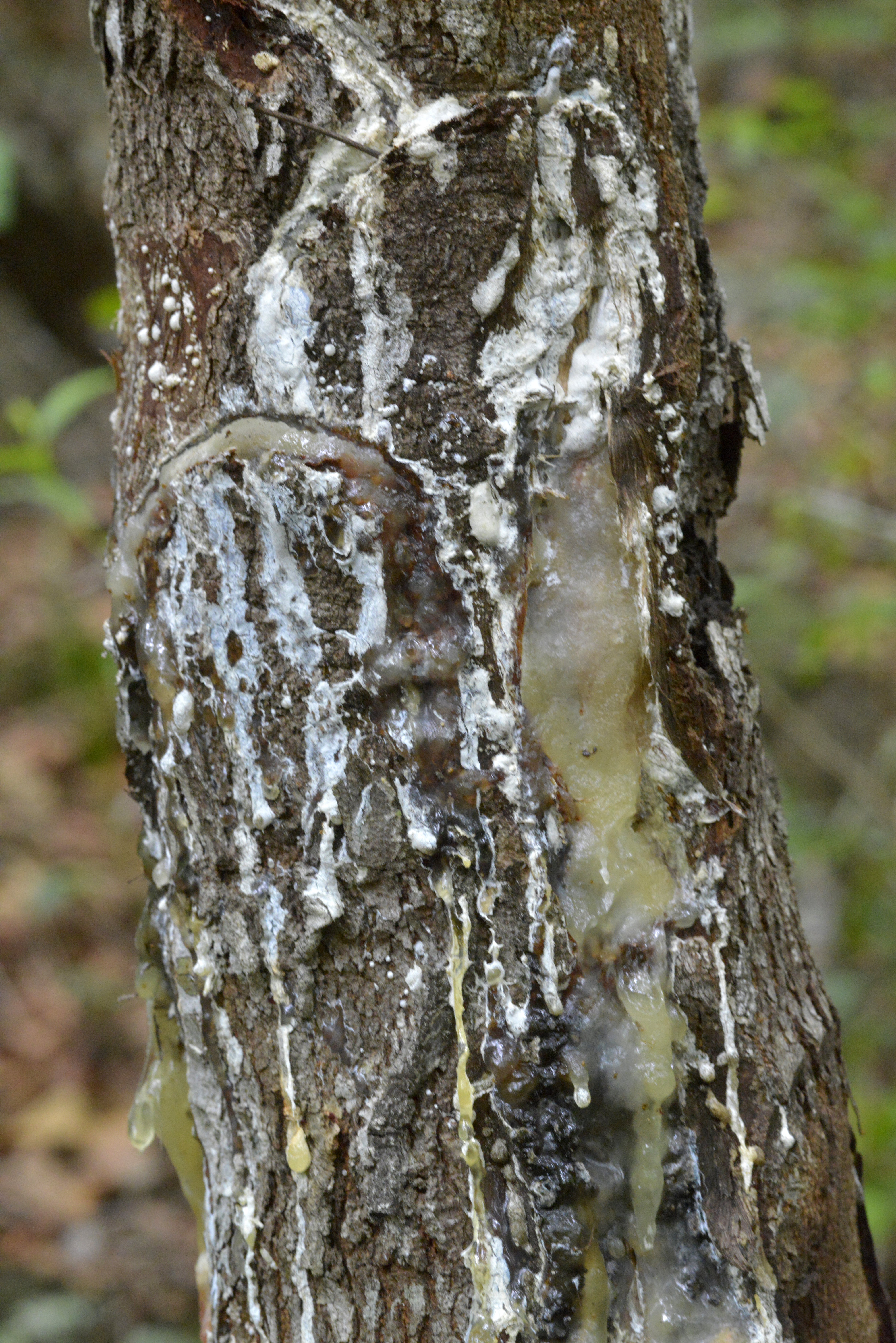
exudat de résine de Protium heptaphyllum
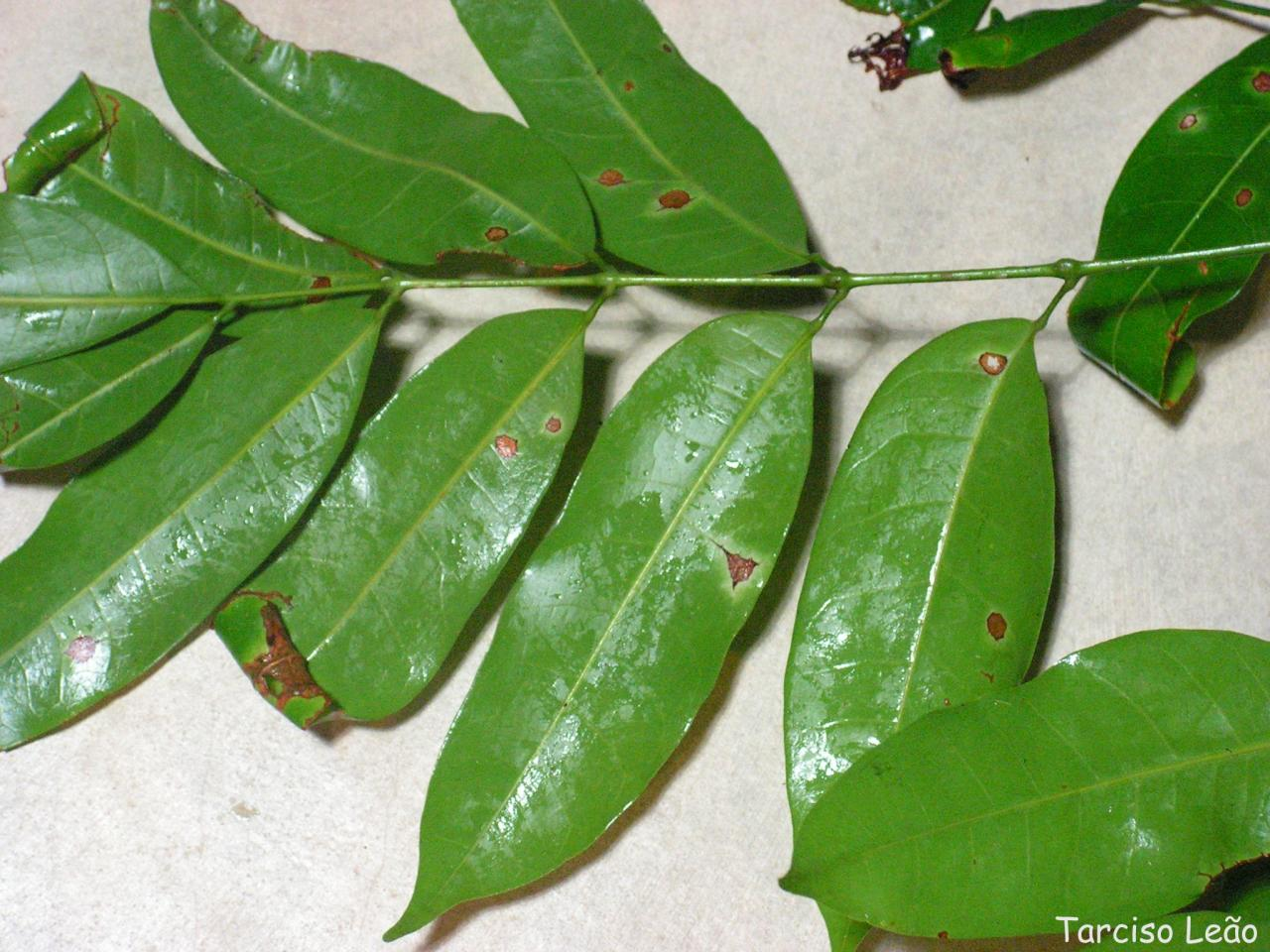
feuille
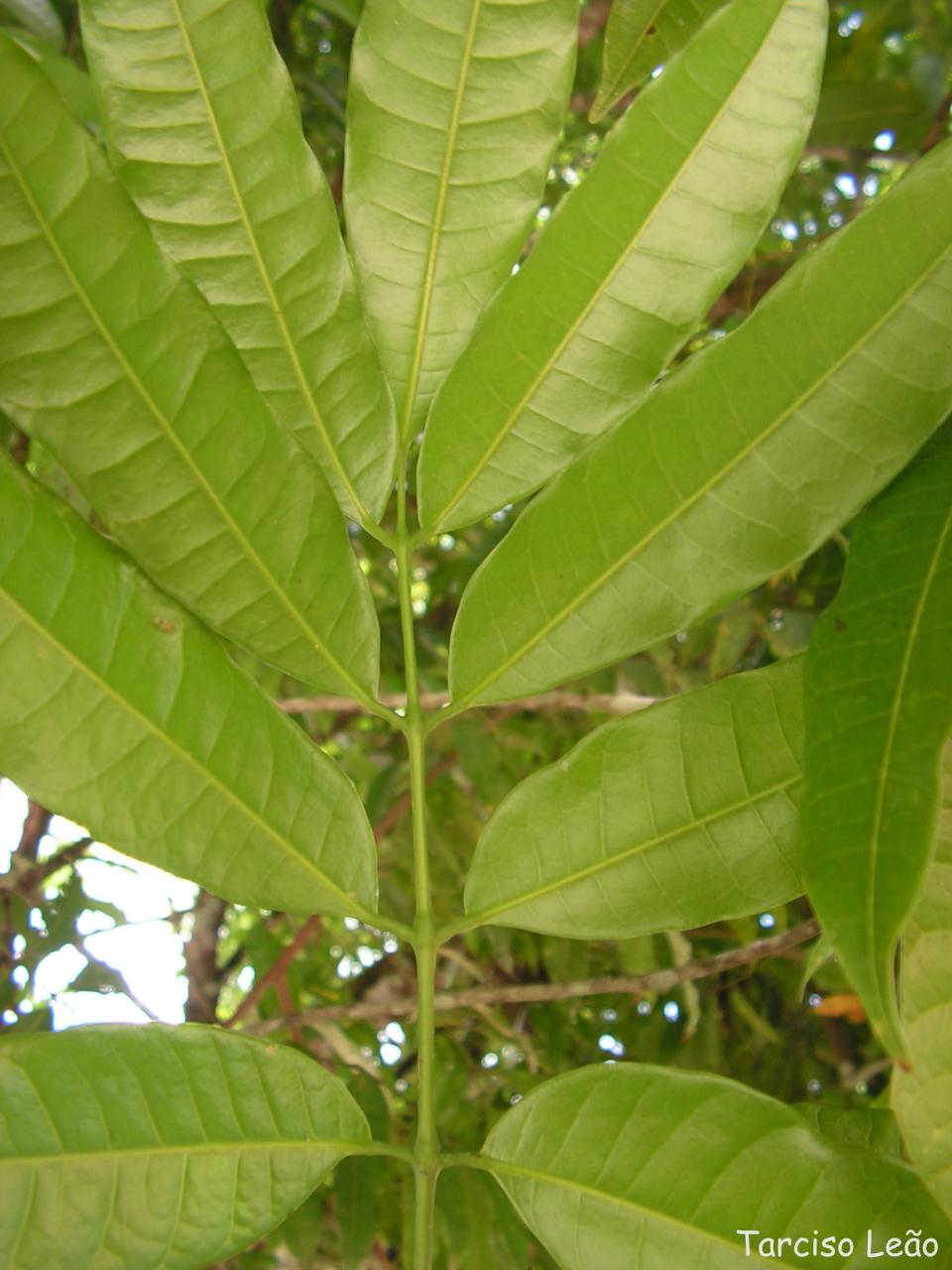
feuille
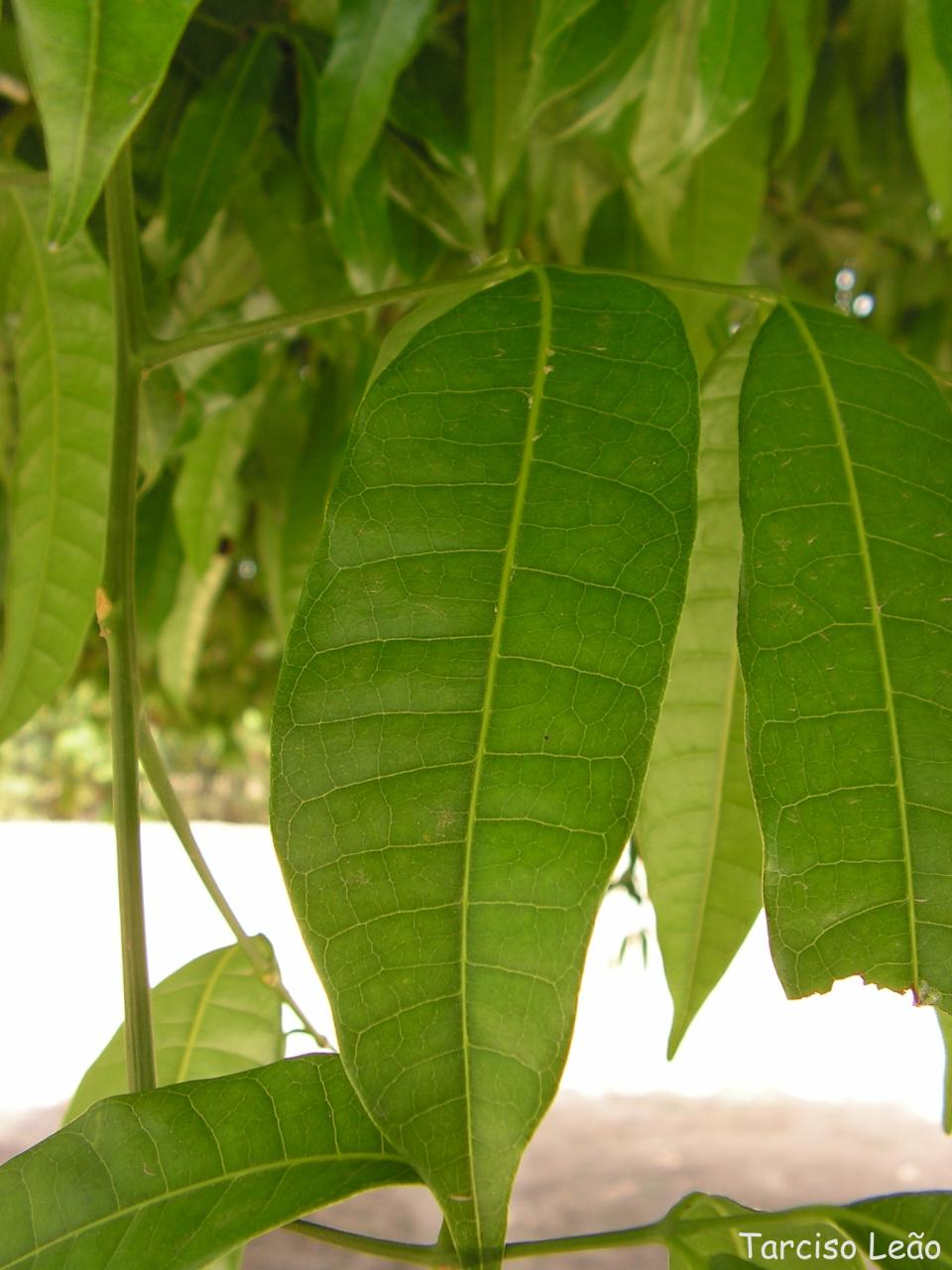
feuille
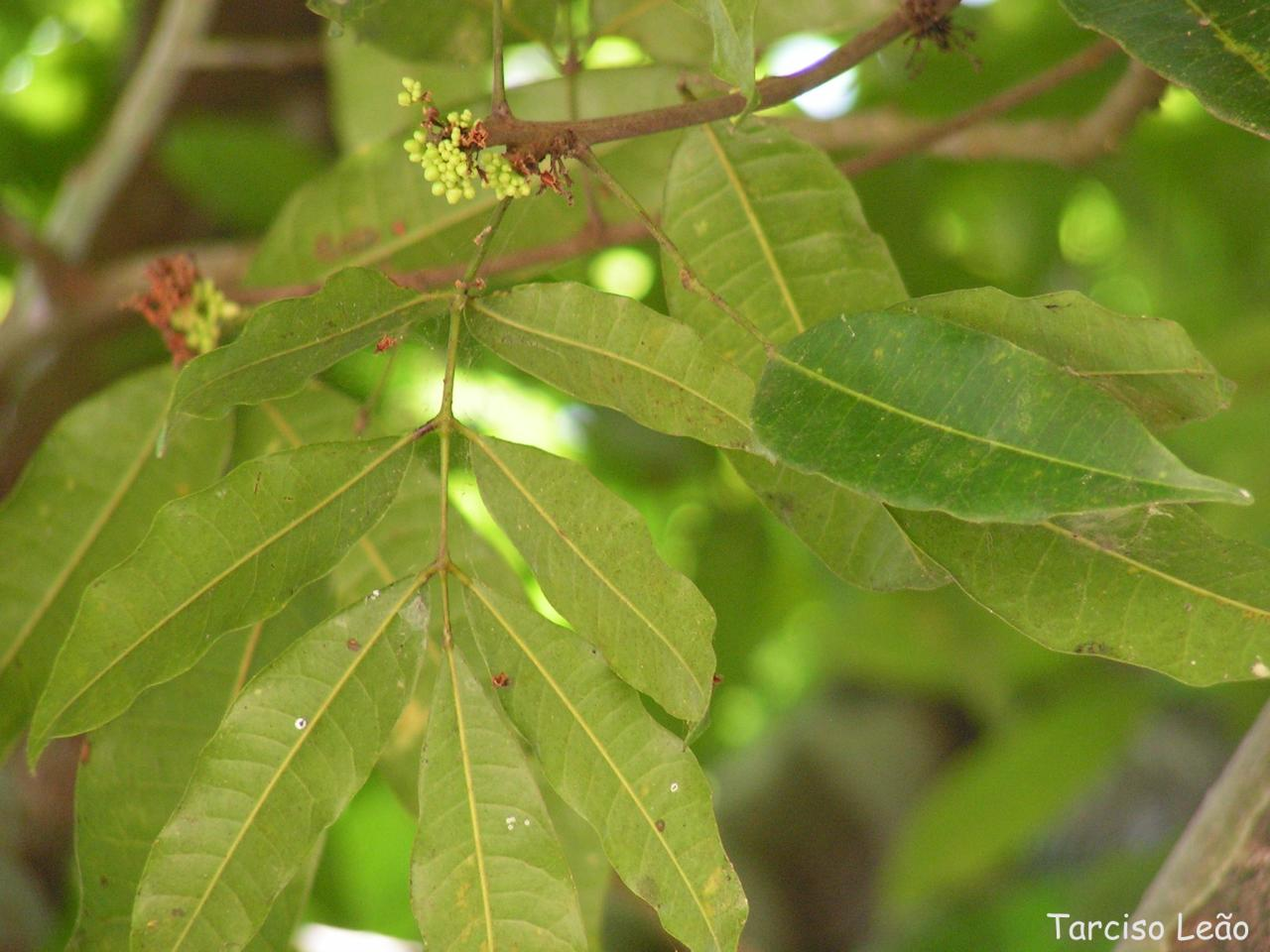
feuille
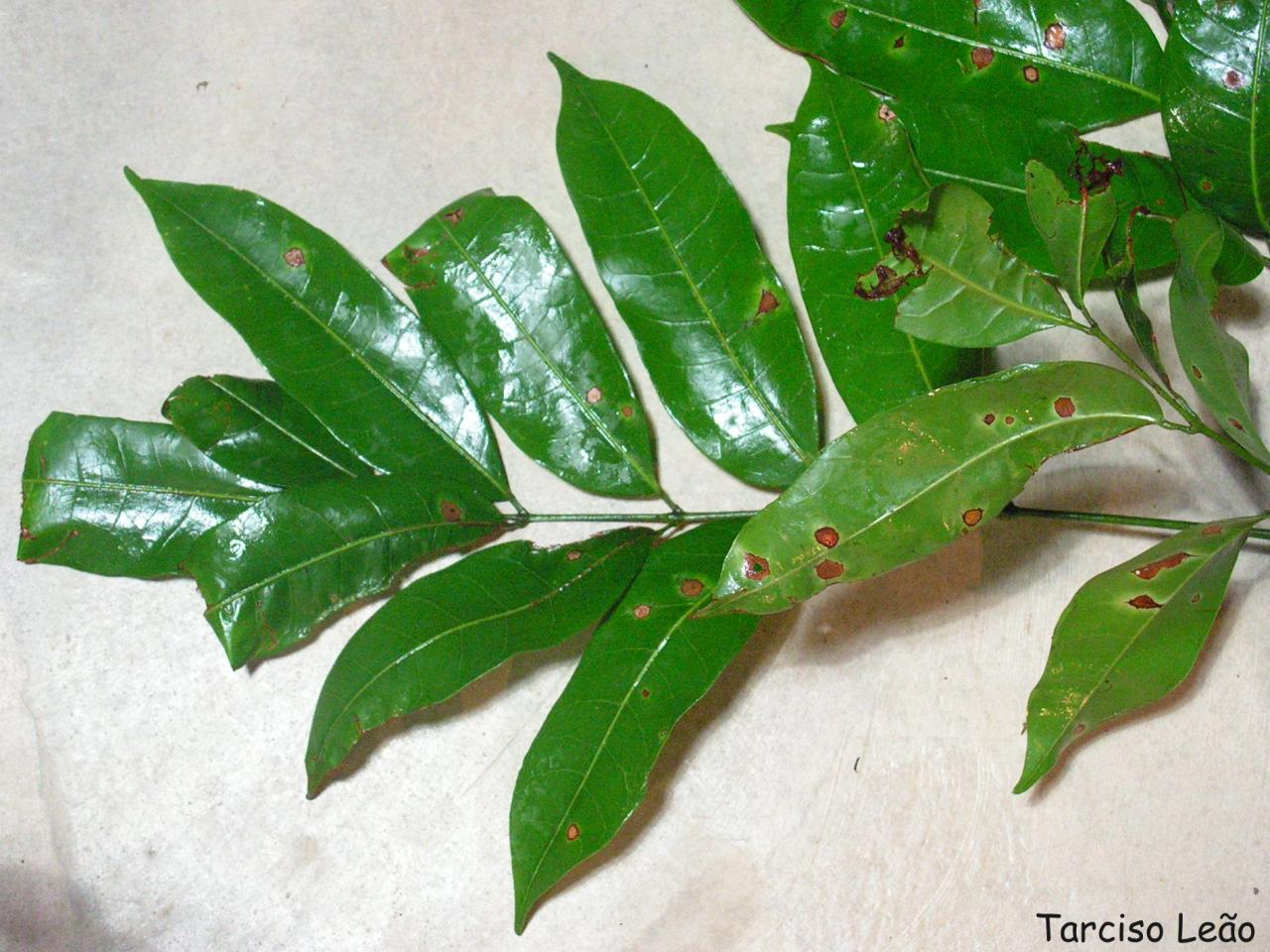
feuille
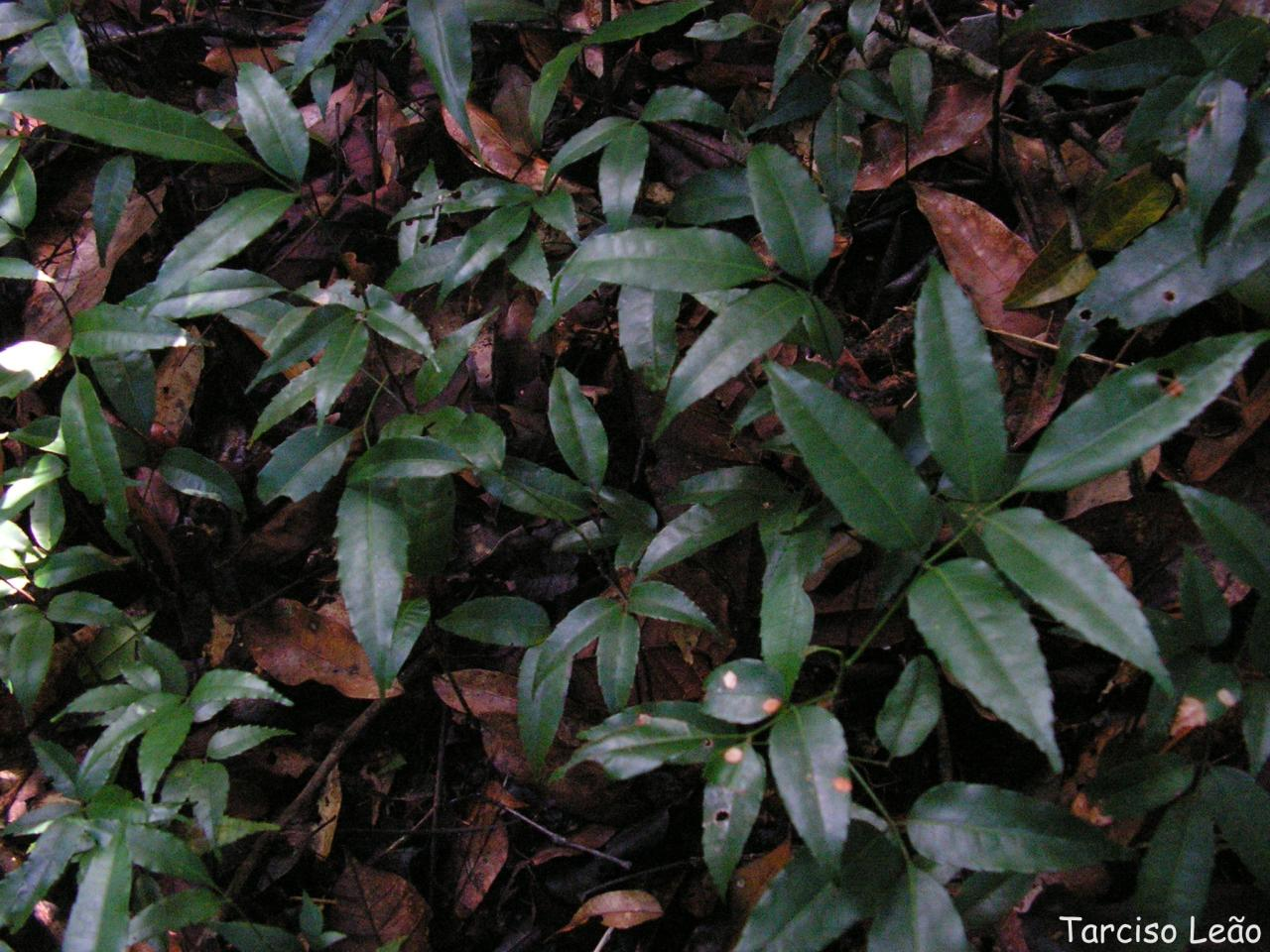
feuilles
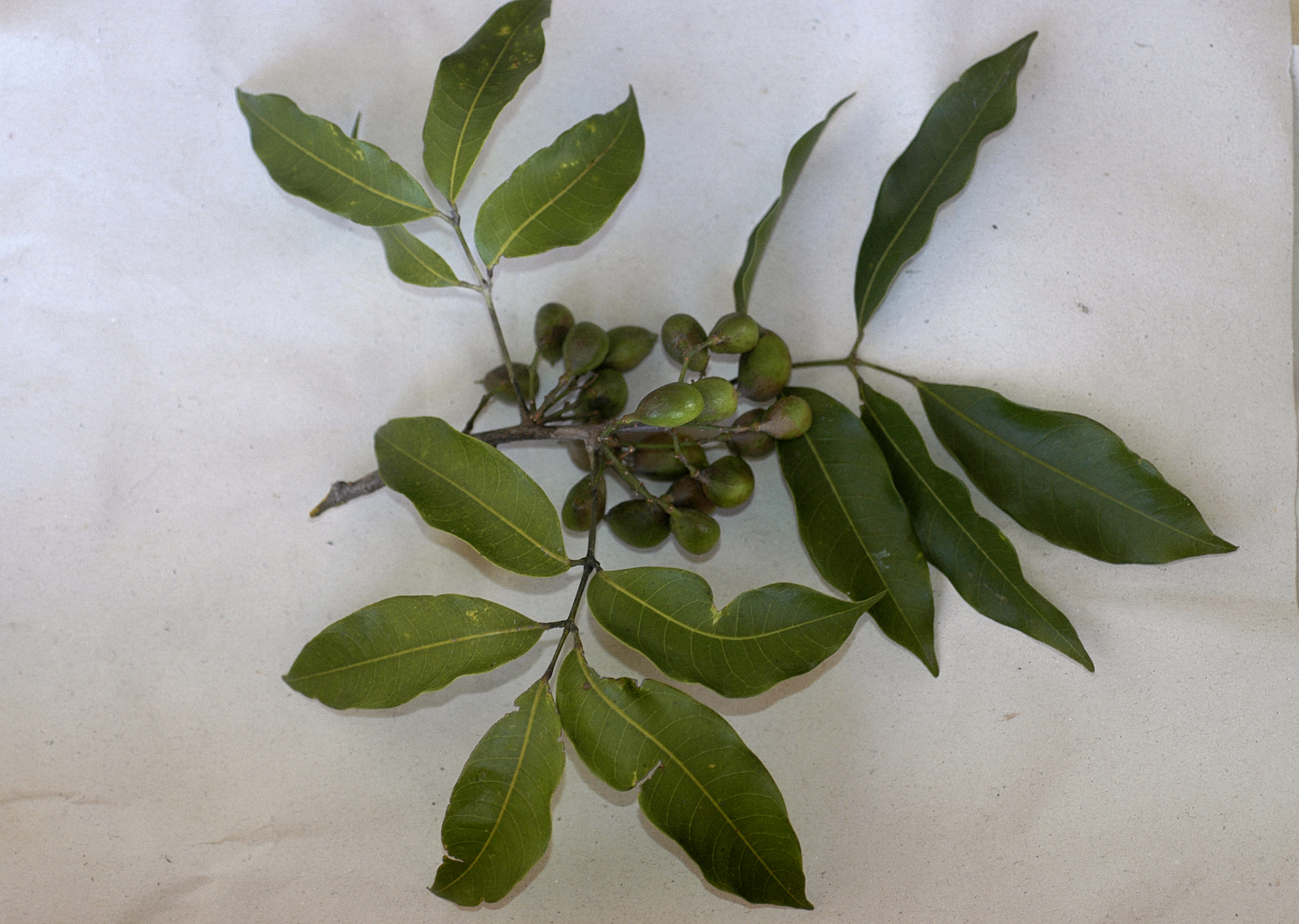
feuilles et fruits immatures
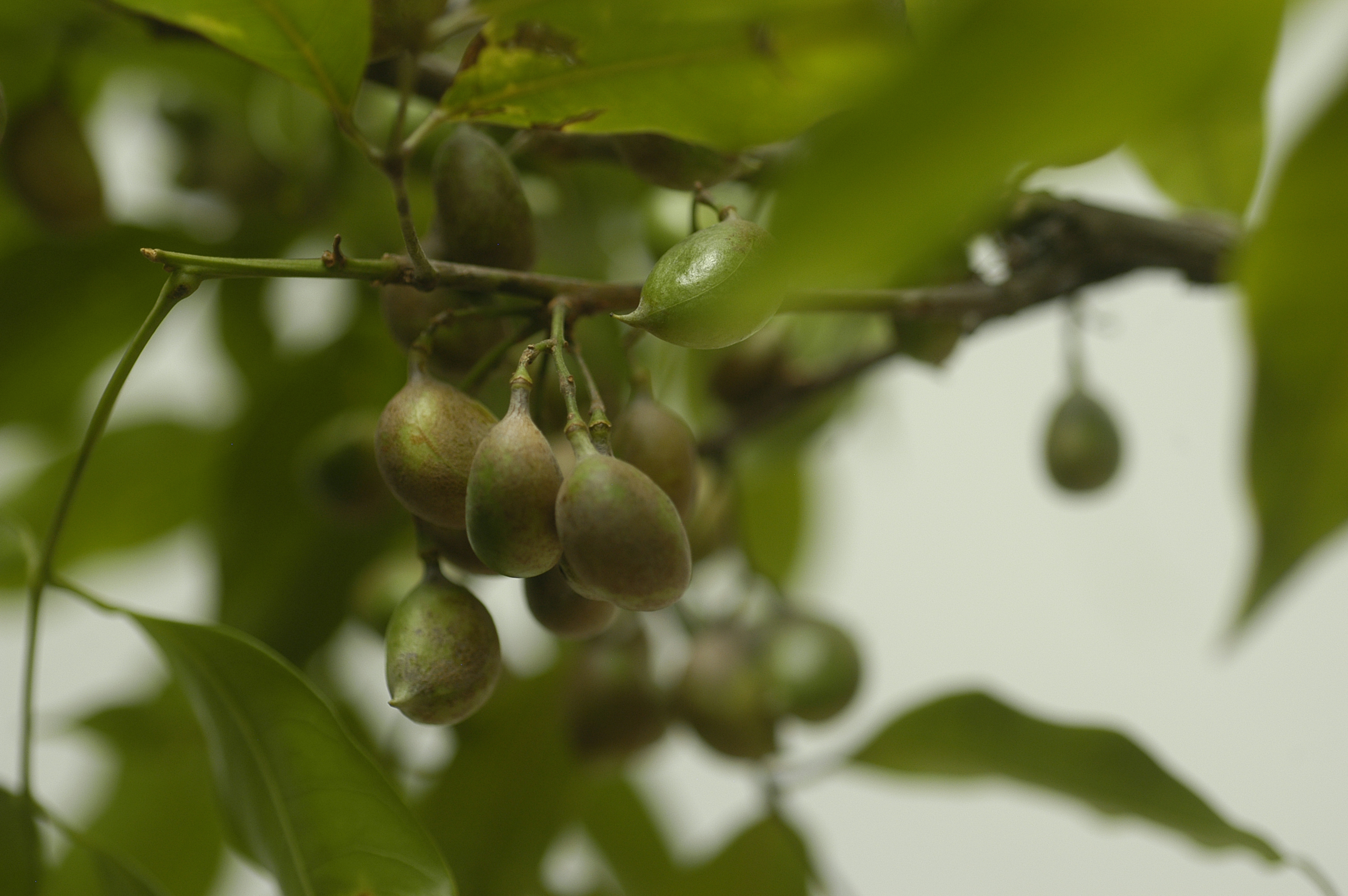
fruits immatures
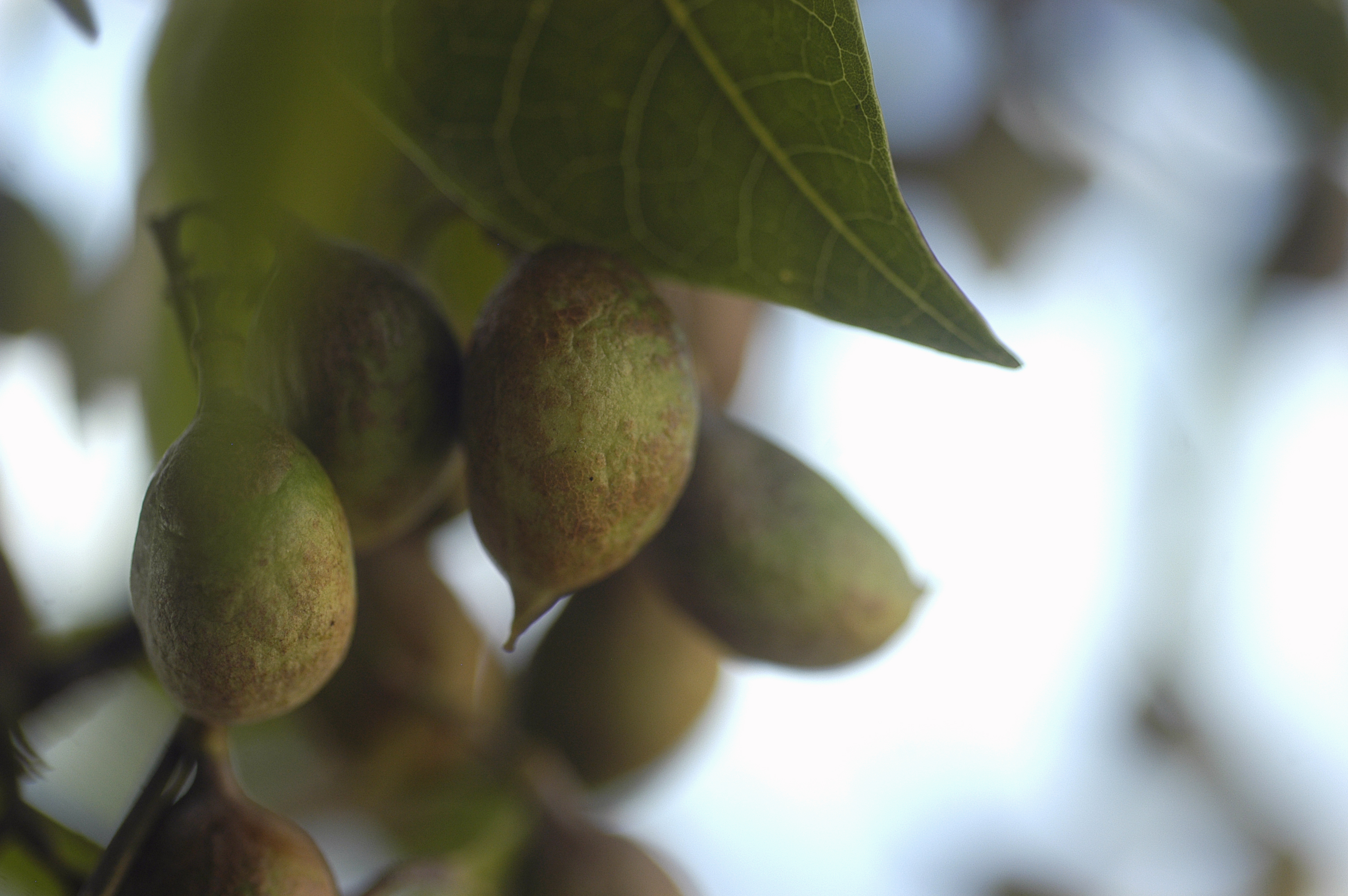
fruits immatures
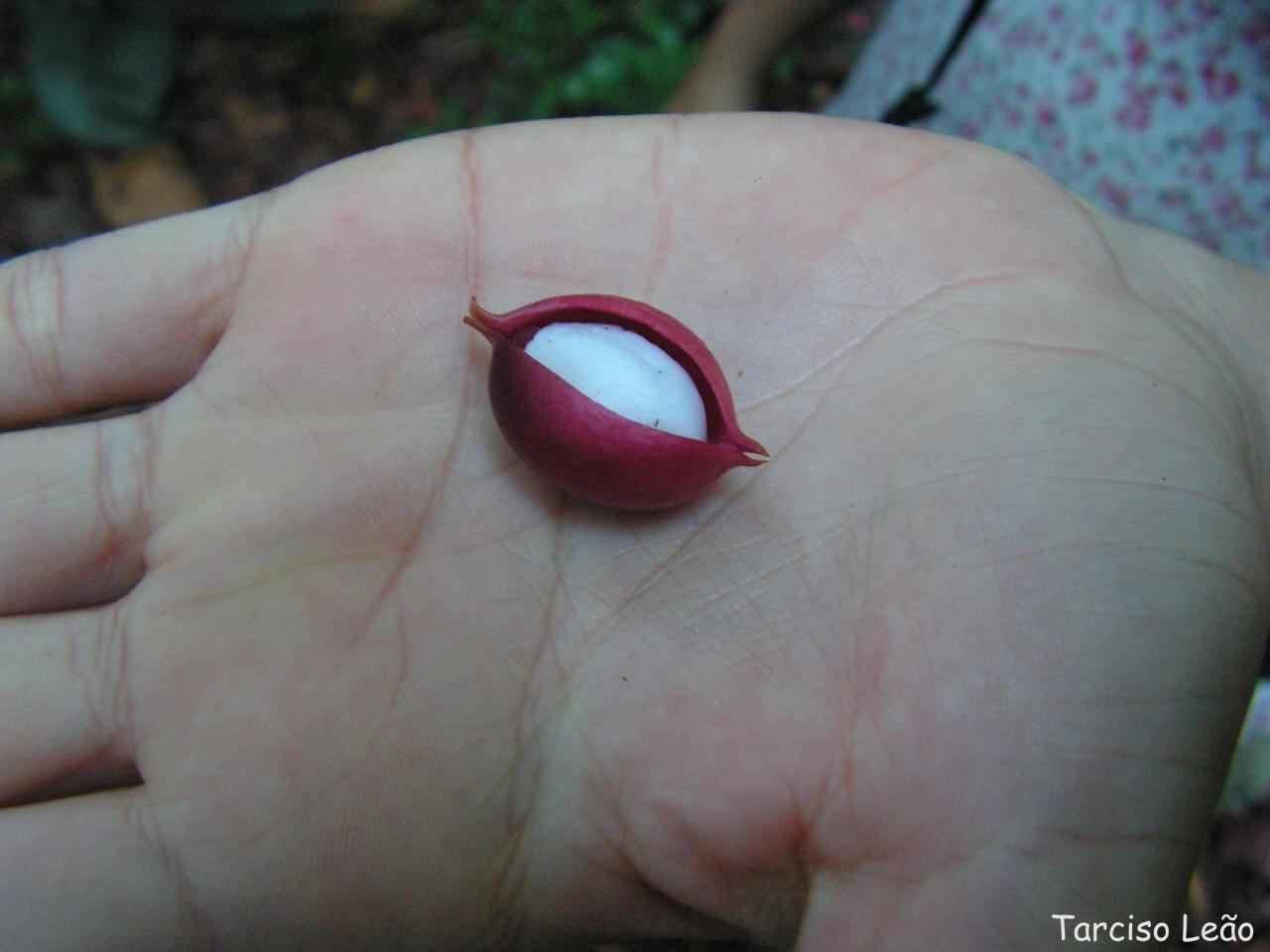
fruit mature
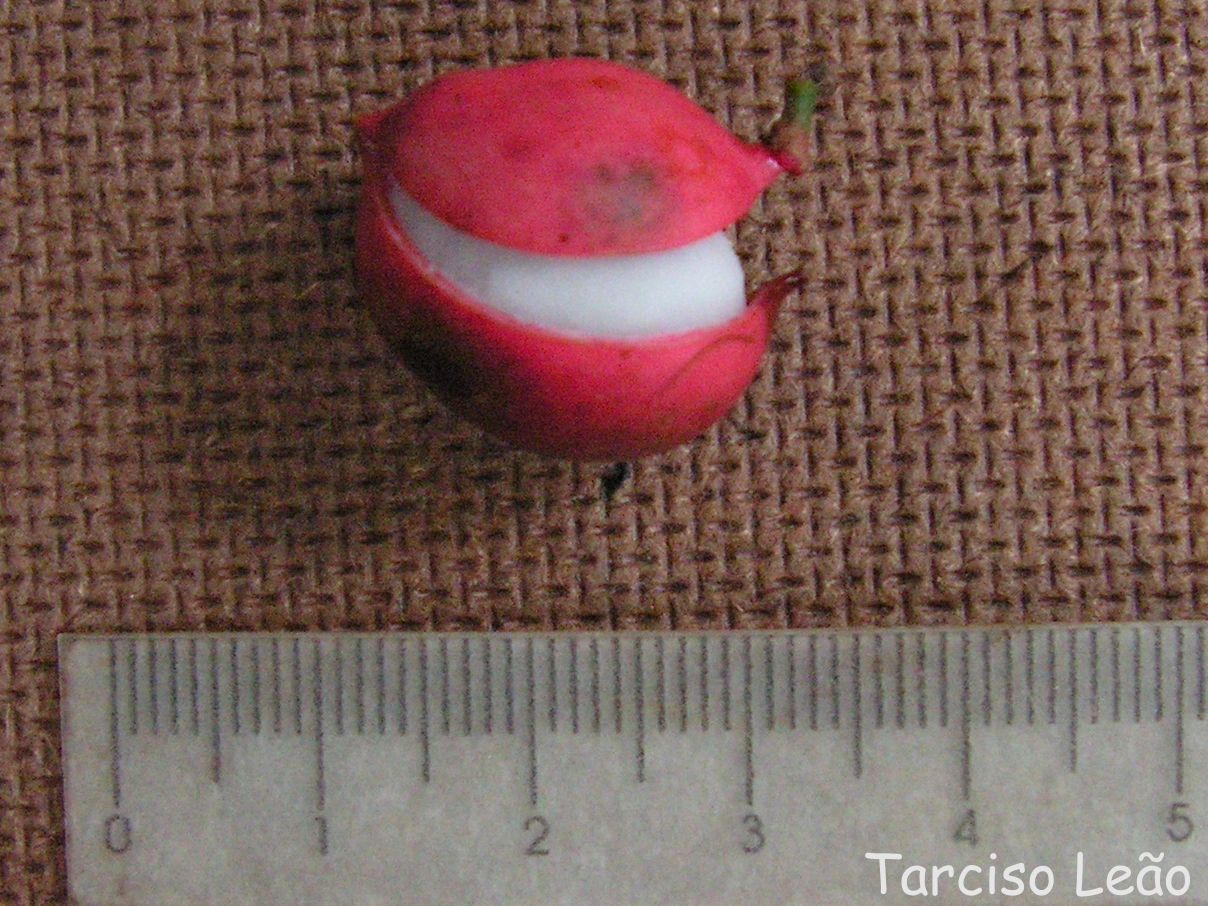
fruit mature
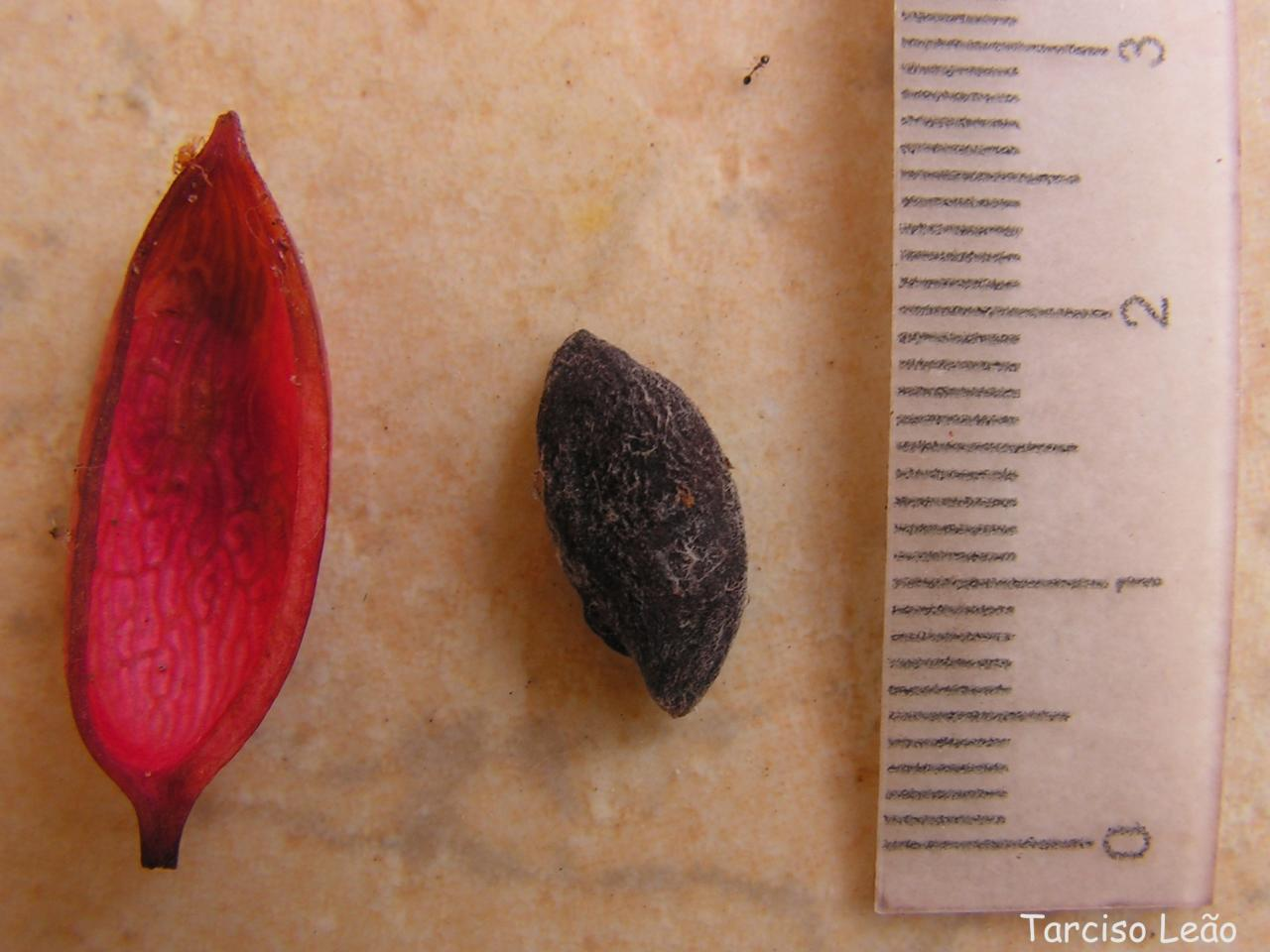
fruit
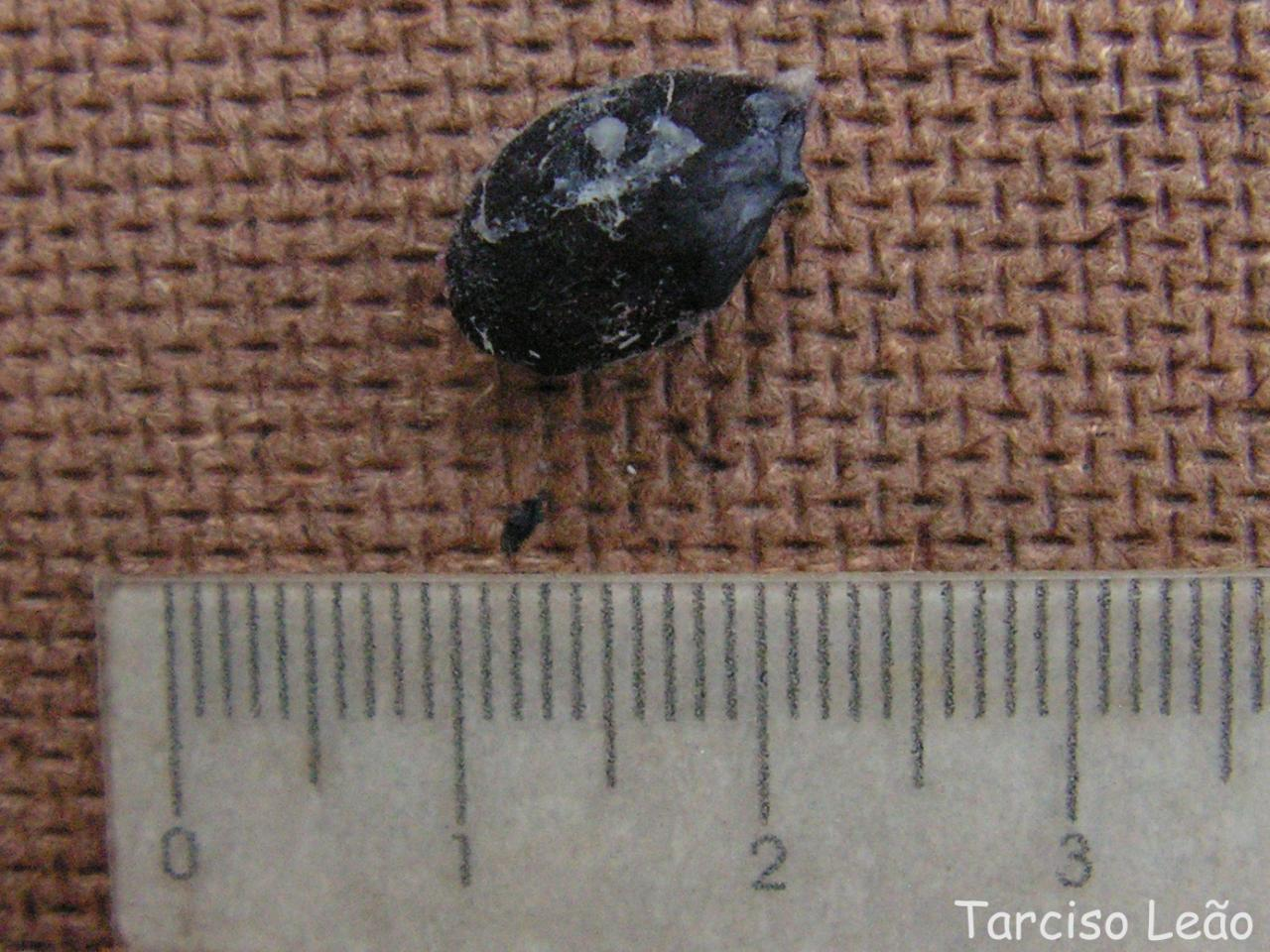
graine